# Julia Antolak
Julia Antolak (ur. 22 lutego 2000 w Kołobrzegu) – polska szachistka, arcymistrzyni od 2021 roku.

## Kariera szachowa
Jest wychowanką trenera Witalisa Sapisa. Sukcesy odnosiła od wieku dziecięcego. Zdobyła 6 medali Mistrzostw Polski Juniorek w szachach klasycznych (2 złote – 2012 U12, 2014 U14; 2 srebrne – 2017 U18, 2018 – U18; 2 brązowe – 2008 U8, 2013 U14), jak również złoty medal Mistrzostw Polski Przedszkolaków (2007) oraz 6 medali w Mistrzostwach Polski Juniorek w szachach szybkich i 8 medali w Mistrzostwach Polski Juniorek w szachach błyskawicznych. Wielokrotnie reprezentowała Polskę na Mistrzostwach Świata i Europy Juniorek, indywidualnie zdobywając brązowy medal (2015 U16), a drużynowo – 3 medale (złoty – 2018 U18; srebrny – 2017 U18; brązowy – 2016 U18). Startowała na Olimpiadzie Juniorek (2016 U16) oraz Drużynowych Mistrzostwach Świata w szachach szybkich (2021). Jest brązową medalistką Drużynowych Mistrzostw Polski (2020), brązową medalistką Akademickich Drużynowych Mistrzostw Polski (2020), złotą medalistką Akademickich Mistrzostw Świata kobiet w szachach szybkich (2021), srebrną medalistką Drużynowych Mistrzostw Polski Kobiet w szachach błyskawicznych (2019), dwukrotną medalistką Mistrzostw Polski Kobiet do 20 lat (2019, 2020) oraz dwukrotną finalistką Mistrzostw Polski Kobiet (2020, 2021).
Reprezentuje klub GKSz "Solny" Grzybowo.
W 2020 roku (w miesiącach od marca do sierpnia) była sklasyfikowana na miejscach 21–23 wśród juniorek na światowych listach Międzynarodowej Federacji Szachowej FIDE.
Najwyższy ranking w dotychczasowej karierze – 2399 punktów – osiągnęła 1 czerwca 2022 roku.